# Jaddus
Jaddus ou Yaddous (en hébreu יַדּוּעַ ou Yaddoua) est un grand prêtre des Juifs, cité dans la Bible (Néhémie, 12, 22 et 12, 11). 

## Biographie
Selon Flavius Josèphe, il refuse de satisfaire Alexandre le Grand et ne lui fournit ainsi ni vivres, ni secours malgré ses demandes. Alexandre décide alors de marcher sur Jérusalem mais, arrivé devant les portes de la ville, il voit Jaddus que les Lévites escortent. Il se prosterne devant lui en déclarant qu'un homme tel que lui lui a prédit dans ses songes qu'il s'emparerait de l'empire de l'Asie. À partir de ce moment, Alexandre accorde aux Juifs tous les privilèges,.